# Rockingham County (North Carolina)
Rockingham County ist ein County im Bundesstaat North Carolina der Vereinigten Staaten. Der Verwaltungssitz (County Seat) ist Wentworth.

## Geographie
Das County liegt im Norden von North Carolina, grenzt an Virginia und hat eine Fläche von 1482 Quadratkilometern, wovon 15 Quadratkilometer Wasserfläche sind. Es grenzt im Uhrzeigersinn an folgende Countys: Caswell County, Guilford County und Stokes County.
Rockingham Count ist in elf Townships aufgeteilt: Huntsville, Leaksville, Madison, Mayo, New Bethel, Price, Reidsville, Ruffin, Simpsonville, Wentworth und Williamsburg.

## Geschichte
Rockingham County wurde 1785 aus Teilen des Guilford County gebildet. Benannt wurde es, wie auch die Bezirkshauptstadt Wentworth, nach Charles Watson-Wentworth, 2. Marquess of Rockingham, einem britischen Politiker und Premierminister.

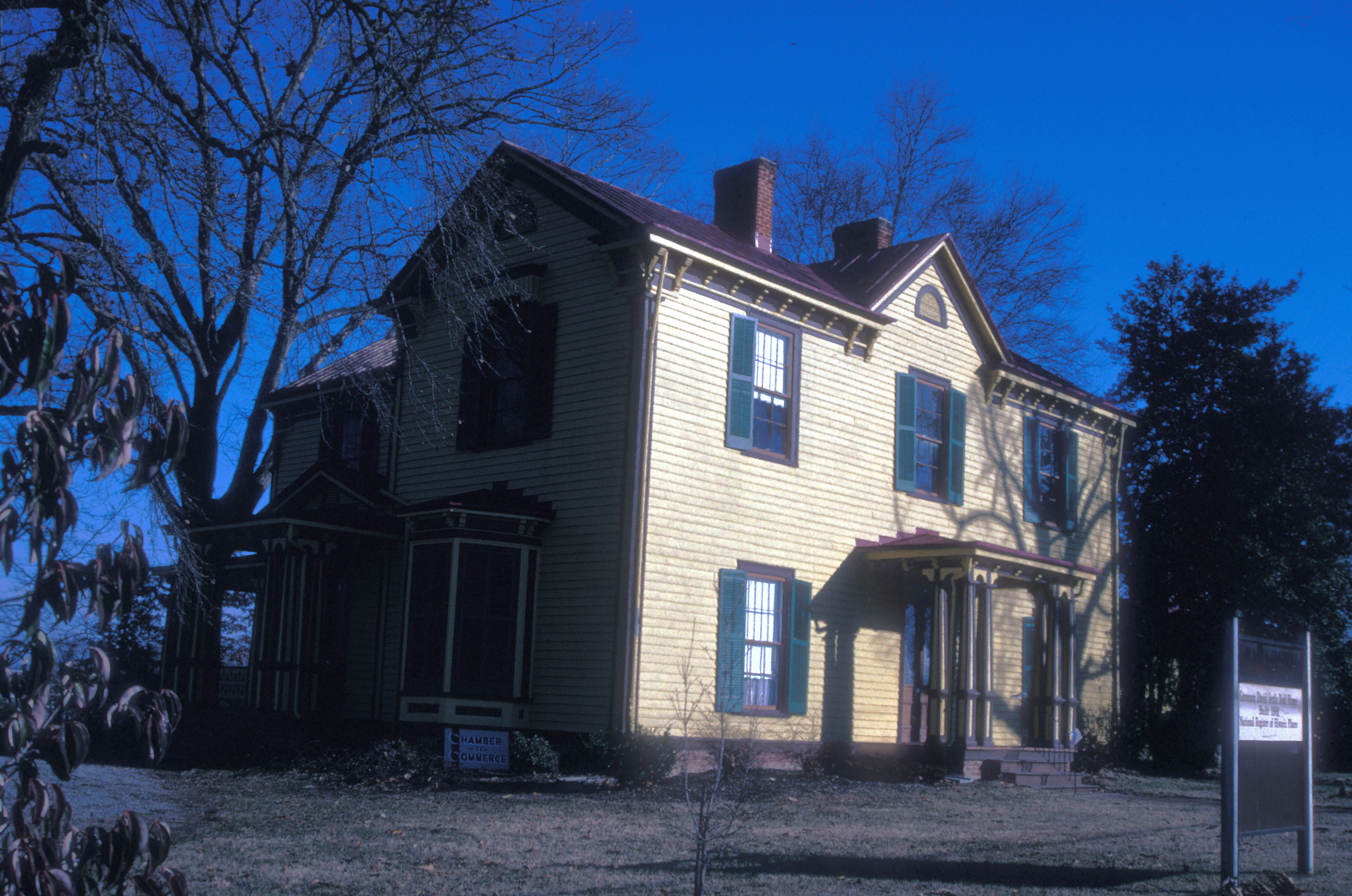
Das Gov. David S. Reid House (1971) ist einer von 45 Einträgen des Countys im National Register of Historic Places.

45 Bauwerke und Stätten des Countys sind insgesamt im National Register of Historic Places eingetragen (Stand 15. März 2018).

## Demografische Daten
Nach der Volkszählung im Jahr 2000 lebten im Rockingham County 91.928 Menschen. Davon wohnten 1.186 Personen in Sammelunterkünften, die anderen Einwohner lebten in 36.989 Haushalten und 26.188 Familien. Die Bevölkerungsdichte betrug 63 Einwohner pro Quadratkilometer. Ethnisch betrachtet setzte sich die Bevölkerung zusammen aus 77,33 Prozent Weißen, 19,57 Prozent Afroamerikanern, 0,27 Prozent amerikanischen Ureinwohnern, 0,28 Prozent Asiaten, 0,04 Prozent Bewohnern aus dem pazifischen Inselraum und 1,69 Prozent aus anderen ethnischen Gruppen; 0,83 Prozent stammten von zwei oder mehr Ethnien ab. 3,07 Prozent der Bevölkerung waren spanischer oder lateinamerikanischer Abstammung.
Von den 36.989 Haushalten hatten 30,1 Prozent Kinder unter 18 Jahren, die bei ihnen lebten. 53,6 Prozent davon waren verheiratete, zusammenlebende Paare, 12,8 Prozent waren allein erziehende Mütter und 29,2 Prozent waren keine Familien. 25,7 Prozent waren Singlehaushalte und in 10,8 Prozent lebten Menschen mit 65 Jahren oder älter. Die Durchschnittshaushaltsgröße betrug 2,45 und die durchschnittliche Familiengröße war 2,93 Personen.
23,4 Prozent der Bevölkerung waren unter 18 Jahre alt. 7,6 Prozent zwischen 18 und 24 Jahre, 29,4 Prozent zwischen 25 und 44 Jahre, 24,8 Prozent zwischen 45 und 64, und 14,8 Prozent waren 65 Jahre alt oder Älter. Das Durchschnittsalter betrug 38 Jahre. Auf alle weibliche Personen kamen 93,3 männliche Personen. Auf alle Frauen im Alter von 18 Jahren oder darüber kamen 89,8 Männer.
Das jährliche Durchschnittseinkommen eines Haushalts betrug 33.784 $, das einer Familie 40.821 $. Männer hatten ein durchschnittliches Einkommen von 30.479 $, Frauen 22.437 $. Das Prokopfeinkommen betrug 17.120 $. 12,8 Prozent der Bevölkerung und 10,2 Prozent der Familien lebten unterhalb der Armutsgrenze. Darunter waren 16,3 Prozent der Kinder und Jugendlichen unter 18 Jahren und 15,5 Prozent der Personen im Alter ab 65 Jahren.